# Adolf Šlár
Adolf Šlár (* 14. Februar 1919; † 7. April 1987) war ein Tischtennisspieler aus der Tschechoslowakei. Er war Weltmeister im Doppel und mit der tschechoslowakischen Mannschaft.
Mit 16 Jahren gewann Adolf Šlár die nationale Meisterschaft. Zwischen 1936 und 1955 nahm er achtmal an Weltmeisterschaften teil. Am erfolgreichsten war er bei der WM 1947 in Paris. Hier wurde er Weltmeister im Doppel (mit Bohumil Váňa) und mit der ČSR-Mannschaft. Im Mixed gewann er Silber (mit Vlasta Depetrisová). 1954 wurde er Vizeweltmeister mit der Mannschaft, im Doppel erreichte er mit Václav Tereba Platz drei.

## Turnierergebnisse
| Verband | Veranstaltung     | Jahr | Ort       | Land | Einzel        | Doppel     | Mixed         | Team |
| ------- | ----------------- | ---- | --------- | ---- | ------------- | ---------- | ------------- | ---- |
| TCH     | Weltmeisterschaft | 1955 | Utrecht   | NED  | letzte 64     | letzte 32  | keine Teiln.  |      |
| TCH     | Weltmeisterschaft | 1954 | Wembley   | ENG  | letzte 128    | Halbfinale | letzte 16     | 2    |
| TCH     | Weltmeisterschaft | 1953 | Bukarest  | ROU  | letzte 64     | letzte 32  | keine Teiln.  |      |
| TCH     | Weltmeisterschaft | 1949 | Stockholm | SWE  | letzte 64     | letzte 16  | letzte 16     |      |
| TCH     | Weltmeisterschaft | 1947 | Paris     | FRA  | letzte 64     | Gold       | Silber        | 1    |
| TCH     | Weltmeisterschaft | 1938 | Wembley   | ENG  | Viertelfinale | letzte 16  | Viertelfinale | 3    |
| TCH     | Weltmeisterschaft | 1937 | Baden     | AUT  | letzte 32     | Halbfinale | Viertelfinale | 3    |
| TCH     | Weltmeisterschaft | 1936 | Prag      | TCH  | letzte 128    | Halbfinale | keine Teiln.  |      |